# 東松山市民文化センター
東松山市民文化センター（ひがしまつやましみんぶんかセンター）とは、埼玉県東松山市六軒町にある文化施設である。

## 概要
1976年に埼玉県立東松山文化会館として開館。2000年4月に東松山市に移管され、東松山市民文化センターとしてリニューアルされた。各種イベント、コンサート等のイベントをはじめ、東松山市の成人式などが開催される。

## 施設
- ホール

客席数（収容客席 1,200席／固定式 1,110席／可動式 90席）
- 会議室

大会議室（定員138名）
第1会議室（定員67名）
第2会議室（定員23名）
第3会議室（定員23名）
第4会議室（定員18名）
第5会議室（定員18名）
- 多目的室

第1多目的室
第2多目的室
- ギャラリー・展示室

展示室A
展示室B
- その他

茶室
リハーサル室
スタジオ
和室

## 交通

### 鉄道
- 東武東上線「東松山駅」より川越観光バス「HM-21系統：パークタウン五領ゆき」5分「市民文化センター」バス停下車。
- または「東松山駅」東口から徒歩15分。

### 自動車
- 関越自動車道「東松山インターチェンジ」から約4km